# Národní park Nebi Samu'el

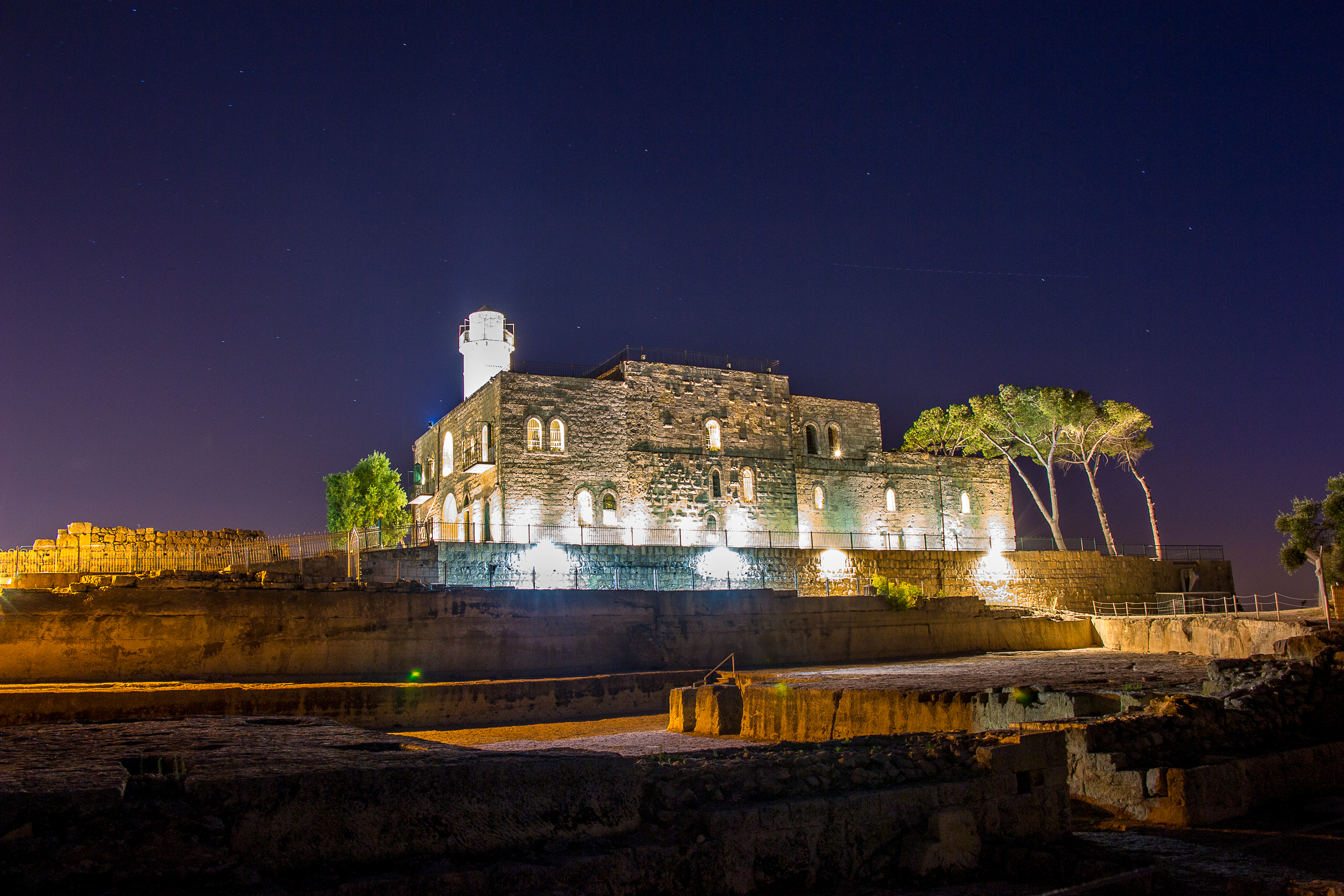
Nabi Samuel at night

Nebi Samu'el (hebrejsky: נבי סמואל též קבר שמואל, Kever Šmu'el, arabsky: نبي صموئيل, Nabi Samwil) je archeologická lokalita, posvátné místo islámu a judaismu a národní park v Izraeli, respektive na okupovaném Západním břehu Jordánu.

## Geografie
Leží v nadmořské výšce necelých 900 metrů v Judských horách okolo hory Har Šmu'el, ze které k jihu stéká vádí Nachal Šmu'el. Nachází se cca 8 kilometrů severoseverozápadně od centra Jeruzaléma (Staré Město) a cca 1,5 kilometru severně od vesnice Bajt Iksa.

## Popis
Na místě se nachází domnělé místo hrobu biblického proroka Samuela. Areál je začleněn do Národního parku Nebi Samu'el o rozloze 3500 dunamů (3,5 kilometru čtverečního). Stojí tu mešita začleněná do starší stavby z křižáckých dob, na střeše je vyhlídková terasa. Na místě byly odhaleny pozůstatky osídlení od 7. století před Kristem. V 6. století tu vyrostl byzantský klášter. Do roku 1730 tu žili židé a stála tu synagoga. Místo bylo pro svou vyvýšenou strategickou polohu předmětem bojů během první světové války, během první arabsko-izraelské války v roce 1948 (Operace Jevusi) i za šestidenní války v roce 1967, kdy Izrael lokalitu dobyl. Konají se sem židovské náboženské poutě. Okolo hrobky Samuela stojí malá palestinská vesnice Nabi Samwil. Od konce 19. století tu také existovalo malé židovské osídlení.